# Pylea-Chortiatis
Pylea-Chortiatis (griechisch Πυλαία-Χορτιάτης (f. sg.)-(m. sg.)) ist eine Gemeinde in der griechischen Region Zentralmakedonien. Sie wurde anlässlich der Verwaltungsreform 2010 aus dem Zusammenschluss der Gemeinden Panorama, Pylea und Chortiatis gebildet.

## Lage
Die Gemeinde Pylea-Chortiatis erstreckt sich über 155,634 km² östlich der nordgriechischen Hafenstadt Thessaloniki bis zu den Höhenlagen des Chortiatis-Gebirges. Im Westen des Gemeindegebiets grenzen die Pavlos Melas, Neapoli-Sykies, Thessaloniki und Kalamari an, im Norden und Nordosten liegt Langadas sowie im Süden Thermi. Ein kurzer Küstenabschnitt liegt am Thermaischen Golf.

## Verwaltungsgliederung
Die Gemeinde Pylea-Chortiatis wurde anlässlich der Verwaltungsreform 2010 aus dem Zusammenschluss der Gemeinden Panorama, Pylea und Chortiatis gebildet, diese bilden seitdem die drei Gemeindebezirke. Verwaltungssitz ist Panorama.
| Gemeindebezirk | griechischer Name            | Code   | Fläche (km²) | Einwohner 2011 | Stadtbezirk (Δημοτική Κοινότητα)          | Lage |
| -------------- | ---------------------------- | ------ | ------------ | -------------- | ----------------------------------------- | ---- |
| Panorama       | Δημοτική Ενότητα Πανοράματος | 071201 | 020,899      | 17.444         | Panorama                                  |      |
| Pylea          | Δημοτική Ενότητα Πυλαίας     | 071202 | 024,993      | 34.625         | Pylea                                     |      |
| Chortiatis     | Δημοτική Ενότητα Χορτιάτη    | 071203 | 110,409      | 18.041         | Chortiatis, Asvestochorio, Filyro, Exochi |      |
| Gesamt         | Gesamt                       | 0712   | 156,301      | 70.110         |                                           |      |